# Disulfid
U hemiji, disulfid se obično odnosi na strukturnu jedinicu koja se sastoji od vezanog para atoma sumpora. Disulfid je hemijsko jedinjenje koje sadrži disulfidnu vezu, kao što je difenil disulfid, .

## Neorganski vs. organski disulfidi
Disulfidni anjon je , ili −−. Sumporu je obično daje redukovani oksidacioni broj −2, opisuje se kao S2− i naziva sulfid. On ima elektronsku konfiguraciju plemenitog gasa (argona). U disulfidu, sumpor je redukovan samo do stanja sa oksidacionim brojem −1. Njegova konfiguracija podseća na atom hlora. On teži da formira kovalentnu vezu sa još jednim S− centerom čime nastaje  grupa. Kiseonik se tako]e ponaša na sličan način, npr. u peroksidima kao što je . Primeri:
- Gvožđe disulfid (FeS2), npr. mineral pirit.
- Disumpor dihlorid.

U mnogim slučajevima, svaki atom sumpora u disulfidnoj grupi je kovalentno vezan za atom ugljenika u organskim jedinjenjima, formira disulfidnu vezu. Primeri su:
- aminokiselina cistin[3]
- vitamin lipoinska kiselina

|                    |  |        |                    |  |
| 2 jedinična ćelija |  | cistin | lipoinska kiselina |  |

## Pogrešni nazivi
Termin disulfid se takođe koristi za jedinjenja koja sadrže dva sulfidna (S2−) centera. Jedinjenje ugljen disulfid, 2 sa strukturnom formulom S=C=S. Ovaj molekul nije disulfid u smislu da mu nedostaje S-S veza. Slično tome, molibden disulfid, 2, nije disulfid jer njegovi atomi sumpora nisu vezani.
|   |   |
| 2 | 2 |